# Mimestoloides andresi
Mimestoloides andresi là một loài bọ cánh cứng trong họ Cerambycidae.